# Маргарете фон Тротта
Ма́ргарете фон Тро́тта (нім. Margarethe von Trotta, нім. вимова: [maʁ.ɡa.ˈʁeː.tə fɔn ˈtʁɔ.ta] ( прослухати); нар. 21 лютого 1942, Берлін) — німецька акторка, кінорежисерка і сценаристка, одна з представників нового німецького кіно.

## Біографія
Народилася 21 лютого 1942 року в Берліні. Батько — художник Альфред Ролофф, мати, Елізабет фон Тротта, родом зі старовинного німецького остзейського дворянства, народилася в Москві. Після війни Маргарете фон Тротта переїхала з матір'ю до Дюссельдорфа. Після закінчення середньої школи два роки відвідувала комерційне училище і декілька місяців працювала в бюро. Потім вирушила в Париж, де познайомилася з деякими кінематографістами та брала участь в зйомках кількох короткометражних фільмів.
На початку 1960-х повернулася до Дюссельдорфа, продовжила освіту, вивчала мистецтво, потім — германістику і романістику в Мюнхені і Парижі. Паралельно відвідувала в Мюнхені акторську школу. В 1964 році прийнята до акторської трупи театру в Дінкельсбюлі. В 1965 році грала в Театрі Старого міста в Штутгарті. В 1969–1970 роках була у трупі Маленького театру біля Зоологічного саду у Франкфурті-на-Майні.
З 1967 року Маргарете фон Тротта знімалася в кіно і на телебаченні, передусім у фільмах Фолькера Шлендорфа, Райнера Вернера Фассбіндера і Герберта Ахтернбуша. З 1970 року брала участь в написанні сценаріїв фільмів Шлендорфа.
В 1975 році разом зі Шлендорфом виступила співрежисеркою фільму «Verlorene Ehre der Katharina Blum», сценарій якого вони написали за однойменною повістю Генріха Белля.
Починаючи з 1977 року фон Тротта самостійно займається режисурою. Її третій фільм «Die bleierne Zeit» (1981), заснований на історії життя Гудрун Енслін та її сестри Крістіани, приніс їй міжнародне визнання.
В 1964–1969 роках була одружена з редактором Юргеном Меллером, від якого народила сина Фелікса. В 1971–1991 роках була у шлюбі з Фолькером Шлендорфом.
У 2001 року фон Тротта була головою журі XXIII Московського міжнародного кінофестивалю.
Живе в Парижі. Є активним членом СДПН.

## Громадська позиція
У 2018 підтримала звернення Європейської кіноакадемії на захист ув'язненого в Росії українського режисера Олега Сенцова.

## Фільмографія
Режисерка
- 1975 — Спаплюжена честь Катаріни Блюм / Verlorene Ehre der Katharina Blum
- 1978 — Друге пробудження Крісти Клагес / Das zweite Erwachen der Christa Klages
- 1979 — Сестри або Баланс щастя / Schwestern oder die Balance des Glücks
- 1981 — Свинцеві часи / Die bleierne Zeit
- 1983 — Чисте безумство / Heller Wahn
- 1986 — Роза Люксембург / Rosa Luxemburg
- 1987 — Фелікс / Felix
- 1988 — Боятися і кохати / Fürchten und Lieben
- 1990 — Повернення / Die Rückkehr
- 1993 — Час гніву / Zeit des Zorns
- 1995 — Обіцянка / Das Versprechen
- 1997 — Зимова дитина / Winterkind (ТБ)
- 1998 — У п'ятдесят чоловіки цілують по-іншому / Mit fünfzig küssen Männer anders (ТБ)
- 1999 — Темні дні / Dunkle Tage (ТБ)
- 2000 — Ювілеї. З життя Гезіни Кресспаль / Jahrestage. Aus dem Leben von Gesine Cresspahl (ТБ)
- 2003 — Розенштрасе / Rosenstraße
- 2004 — Друга жінка / Die andere Frau (ТБ)
- 2006 — Я інша / Ich bin die Andere
- 2007 — Місце злочину: Серед нас / Tatort: Unter uns (ТБ)
- 2009 — Видіння — з життя Гільдегарди Бінгенської / Vision — Aus dem Leben der Hildegard von Bingen
- 2012 — Ганна Арендт / Hannah Arendt